# May Louise Greville Cooksey
Pour les articles homonymes, voir Cooksey.
May Louise Greville Cooksey, née le 10 janvier 1878 à Birmingham et morte en 1943 à Freshfield (en), est une peintre britannique de sujets, figures et paysages ecclésiastiques de style préraphaélite.

## Biographie
May Louise Greville Cooksey naît le 10 janvier 1878, à Birmingham et étudie à la Leamington School of Art et à la Liverpool School of Art. Elle étudie ensuite à la South Kensington School of Art à Londres où elle remporte des médailles d'argent et de bronze pour son travail,. Une bourse d'études lui permet de visiter l'Italie. À son retour à Londres, elle occupe un poste d'enseignante à la South Kensington School. Elle expose régulièrement à la Royal Academy et plus tard vit à Freshfield dans le Lancashire. Cooksey est membre de la Liverpool Academy of Arts.
Elle meurt en 1943 à Freshfield.